# Abu Dhabi Tour
L'Abu Dhabi Tour era una corsa a tappe di ciclismo su strada maschile che si disputava nell'emirato arabo di Abu Dhabi. Creato nel 2015, fino al 2016 faceva parte del calendario dell'UCI Asia Tour come gara di classe 2.1 prima e 2.HC poi; dal 2017 era valido come gara dell'UCI World Tour.
Organizzata da RCS Sport, la gara si svolse per la prima volta nel mese di ottobre 2015 nell'arco di quattro giorni. Nel 2017 fu ricollocata in calendario a fine febbraio, e nel 2018 si tenne per la prima volta in cinque giorni.
Nel 2019 la corsa fu fusa con il Dubai Tour dando vita all'UAE Tour.

## Albo d'oro
Aggiornato all'edizione 2018.
| Anno | Vincitore          | Secondo         | Terzo              |
| ---- | ------------------ | --------------- | ------------------ |
| 2015 | Esteban Chaves     | Fabio Aru       | Wout Poels         |
| 2016 | Tanel Kangert      | Nicolas Roche   | Diego Ulissi       |
| 2017 | Rui Costa          | Il'nur Zakarin  | Tom Dumoulin       |
| 2018 | Alejandro Valverde | Wilco Kelderman | Miguel Ángel López |

### Vittorie per nazione
Aggiornato all'edizione 2018.
| Pos. | Nazione    | Vittorie |
| ---- | ---------- | -------- |
| 1    | Colombia   | 1        |
| 1    | Estonia    | 1        |
| 1    | Portogallo | 1        |
| 1    | Spagna     | 1        |

### Vittorie di tappa
Aggiornato all'edizione 2018.
| Pos. | Nome               | Vittorie |
| ---- | ------------------ | -------- |
| 1    | Mark Cavendish     | 3        |
| 1    | Elia Viviani       | 3        |
| 3    | Phil Bauhaus       | 1        |
| 3    | Esteban Chaves     | 1        |
| 3    | Caleb Ewan         | 1        |
| 3    | Rohan Dennis       | 1        |
| 3    | Andrea Guardini    | 1        |
| 3    | Tanel Kangert      | 1        |
| 3    | Marcel Kittel      | 1        |
| 3    | Alexander Kristoff | 1        |
| 3    | Giacomo Nizzolo    | 1        |
| 3    | Rui Costa          | 1        |
| 3    | Alejandro Valverde | 1        |

### Vittorie di tappa per nazione
Aggiornato all'edizione 2018.
| Pos. | Nome          | Vittorie |
| ---- | ------------- | -------- |
| 1    | Italia        | 5        |
| 2    | Gran Bretagna | 3        |
| 3    | Australia     | 2        |
| 3    | Germania      | 2        |